# Nemanja Mitrović (futbolista)
Nemanja Mitrović (Liubliana, 15 de octubre de 1992) es un exfutbolista esloveno que jugaba en la demarcación de defensa.

## Selección nacional
Tras jugar con la selección de fútbol sub-17 de Eslovenia, la sub-19, la sub-20 y la sub-21, finalmente debutó con la selección absoluta el 27 de marzo de 2018. Lo hizo en un partido amistoso contra Bielorrusia que finalizó con un resultado de 0-2 a favor del combinado bielorruso tras los goles de Maksim Skavysh y Anton Saroka.

### Goles internacionales
| # | Fecha                | Estadio                               | Oponente   | Gol | Resultado | Competición |
| - | -------------------- | ------------------------------------- | ---------- | --- | --------- | ----------- |
| 1 | 7 de octubre de 2020 | Estadio Stožice, Liubliana, Eslovenia | San Marino | 1–0 | 4-0       | Amistoso    |
| 2 | 7 de octubre de 2020 | Estadio Stožice, Liubliana, Eslovenia | San Marino | 3–0 | 4-0       | Amistoso    |

## Clubes
| Club                     | País      | Año       | Partidos | Goles |
| ------------------------ | --------- | --------- | -------- | ----- |
| N. K. Olimpija Ljubljana | Eslovenia | 2013-2017 | 129      | 7     |
| Jagiellonia Białystok    | Polonia   | 2017-2019 | 65       | 2     |
| N. K. Maribor            | Eslovenia | 2019-2024 | 106      | 6     |
| SV Wildon                | Austria   | 2024      |          |       |

## Palmarés

### Campeonatos nacionales
| Título                    | Club                     | País      | Año  |
| ------------------------- | ------------------------ | --------- | ---- |
| Primera Liga de Eslovenia | N. K. Olimpija Ljubljana | Eslovenia | 2016 |
| Primera Liga de Eslovenia | N. K. Maribor            | Eslovenia | 2022 |

### Distinciones individuales
| Distinción                                 | Año  |
| ------------------------------------------ | ---- |
| Once ideal de la Primera Liga de Eslovenia | 2016 |